# 廖康銘
廖康銘（英語：Mark Newnham，1968年2月21日—），人稱「Mark哥」、「Big Win」、「阿廖」，是香港賽馬會所屬練馬師，於2023/2024年度馬季首度在港獲發練馬師牌照。

## 來港從練前的經歷
廖康銘自15歲開始踏入賽馬行業。他當年受家族友人引薦，獲介紹成為練馬師Bob Thomsen的馬房助理。其後，廖康銘加盟甘明斯馬房成為遠征領班，並負責打理多匹良駒，如「大賽之王」、Beau Zam、Tristanagh、Sky Chase及「京士頓令」。因應悉尼馬會提高最低負磅，使廖康銘能夠成為見習騎師。他曾為白利偉（Grahame Begg）及昆頓（Ron Quinton）馬房效力，但最為人津津樂道的是為活侯夫人效力逾十四年。
1997年，他首次為活侯夫人麾下馬匹摘勝，現役生涯曾三奪甘柏拉馬場（Kembla Grange）的冠軍騎師，並曾前往澳門及韓國客串。從騎期間，他接任新南威爾斯州騎師協會主席，並開始推動及發展為受傷騎師及騎馬人而設的福利計劃。
2011年，廖康銘以活侯夫人的坐騎勝出生涯最後一仗並宣佈掛靴。他其後成為活侯夫人的副手，負責訓練多匹佳駟，如「比亞路」、「移民熱點」（Vancouver）及「繁花似錦」。在名駒「比亞路」及「繁花似錦」分別勝出2012年金拖鞋大賽及2013年墨爾本盃前，廖康銘策騎該兩駒操練備戰。
2015年，他獲頒高多芬舉辦的「Godolphin Award for Excellence in Racing」之「Dedication to Racing」獎項，以表揚他對行業的貢獻。
2016年，擁有逾三十年馬圈經驗的廖康銘獲發練馬師牌照，在蘭域馬場設廄，開展練馬的生涯。2023年2月，廖康銘透露，直至在同年1月底收到馬會邀請前，他以往一直未有嘗試申請香港練馬師牌照，不過他曾經在2019年香港國際賽事舉行期間，和馬會賽馬事務執行總監夏定安有討論過相關議題，最終決定接受邀請，來港繼續練馬師生涯。
來港從練前，廖康銘經常躋身悉尼練馬師前十名，已累積接近四百場頭馬，其中包括逾四十場黑體賽冠軍，而他曾訓練的名駒包括「包裝永勝」、Maid Of Heaven、「硬朗貞兒」、「勝必達」（Splintex）及「最萌反派」（Quackerjack）。

## 在港從練生涯
2023年3月10日，香港賽馬會於新聞稿透露，牌照委員會在2023年2月3日的會議上，決定向廖康銘發給2023/2024年度馬季的練馬師牌照。
2023年10月11日，廖康銘於跑馬地馬場憑希威森策騎的「國大合」（上手練馬師為葉楚航）勝出，贏得在港從練生涯首場頭馬，首季從練贏得31場頭馬。

## 在港從練成績
| 年度      | 冠 | 亞 | 季 | 殿 | 第五 | 出馬總數 | 所贏獎金    | 練馬師榜排名 | 備注     |
| --------- | -- | -- | -- | -- | ---- | -------- | ----------- | ------------ | -------- |
| 2023-2024 | 31 | 21 | 18 | 24 | 28   | 337      | $34,523,775 | 14 / 21      | 開倉首季 |
| 2024-2025 | 44 | 58 | 37 | 38 | 51   | 480      | $88,219,480 | 9 / 22       | 第2季    |

## 在港從練資料
|                | 日期           | 賽事                                      | 場地 | 馬場       | 馬名     | 騎師   | 名次 | 獨贏賠率 |
| -------------- | -------------- | ----------------------------------------- | ---- | ---------- | -------- | ------ | ---- | -------- |
| 初出賽         | 2023年9月13日  | 第三班 - 1200米                           | 草地 | 跑馬地馬場 | 心想事成 | 希威森 | 5    | 3.9      |
| 首勝利         | 2023年10月11日 | 第五班 - 1650米                           | 草地 | 跑馬地馬場 | 國大合   | 希威森 | 1    | 16       |
| 級際賽初出賽   | 2023年10月15日 | 二級賽 - 1600米（沙田錦標）               | 草地 | 沙田馬場   | 飛輪閃耀 | 艾兆禮 | 9    | 57       |
| 級際賽首勝利   | —              | —                                         | —    | —          | —        | —      | —    | —        |
| 一級賽初出賽   | 2024年1月28日  | 一級賽 - 1200米（百週年紀念短途盃）       | 草地 | 沙田馬場   | 速遞奇兵 | 霍宏聲 | 10   | 99       |
| 一級賽初勝利   | —              | —                                         | —    | —          | —        | —      | —    | —        |
| 四歲系列初出賽 | 2025年1月31日  | 四歲系列經典賽 - 1600米（香港經典一哩賽） | 草地 | 沙田馬場   | 祝願     | 霍宏聲 | 1    | 7        |
| 四歲系列首勝利 | 2025年1月31日  | 四歲系列經典賽 - 1600米（香港經典一哩賽） | 草地 | 沙田馬場   | 祝願     | 霍宏聲 | 1    | 7        |

## 資料來源
1. ↑  .   [2024-02-01]. （原始内容存档于2024-02-01）.
2. ↑  .   [2024-02-01]. （原始内容存档于2024-04-17）.
3. ↑  .   [2024-02-01]. （原始内容存档于2024-02-01）.
4. ↑  開跑啦！：澳洲名師廖康銘來港 為馬王爭霸助陣
5. ↑  .   [2024-02-01]. （原始内容存档于2024-02-01）.
6. ↑  .   [2024-02-01]. （原始内容存档于2024-02-01）.
7. ↑  .   [2024-07-18]. （原始内容存档于2024-07-18）.